# شارلوت سمنر
شارلوت جين سمنر طبيبة أعصاب أمريكية، وهي أستاذة علم الأعصاب في كلية الطب بجامعة جونز هوبكنز.

## التعليم

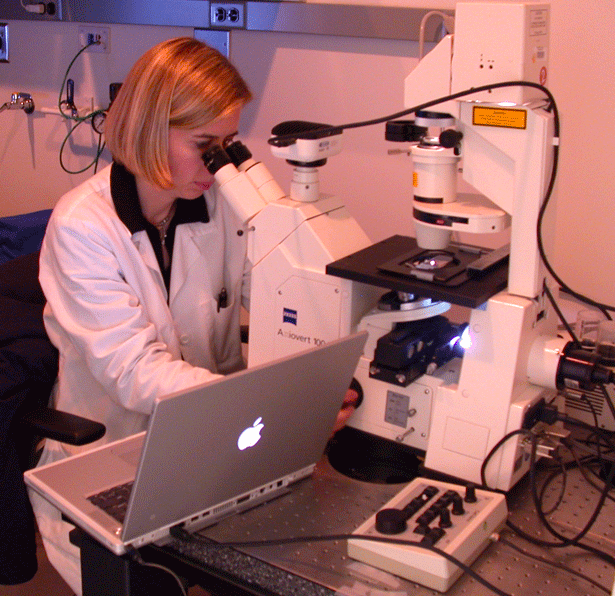
صورة تظهر سمنر مستخدمة مجهر Axiovert وكاميرا Micropublisher لالتقاط الصور من أقسام الدماغ من المريض الذي مات من مرض العصبون الحركي الوراثي.

تخرجت سمنر بدرجة بكالوريوس الآداب في علم البيئة وعلم الأحياء التطوري بامتياز من جامعة برينستون في عام 1991. كما أكملت دكتوراه في الطب في كلية بيرلمان للطب في جامعة بنسلفانيا. كانت متدربة في الطب الباطني من 1996 إلى 1997 في جامعة كاليفورنيا في سان فرانسيسكو (UCSF). أكملت سمنر الإقامة في طب الأعصاب في UCSF من 1997 إلى 2000. من عام 2000 إلى عام 2001 أكملت زمالة في الأمراض العصبية والعضلية في كلية الطب بجامعة جونز هوبكنز. حصلت على زمالة في علم الوراثة العصبية في مختبر كينيث فيشبيك في المعهد الوطني للاضطرابات العصبية والسكتة الدماغية من 2001 إلى 2006.

## المسار المهني
انضمت سمنر إلى هيئة التدريس في جامعة جونز هوبكنز كأستاذ مساعد في علم الأعصاب في عام 2006. في عام 2010 أصبحت المدير المشارك لعيادة شاركو ماري لأمراض الأسنان. في عام 2011 أصبحت سومنر أستاذًا مساعدًا في علم الأعصاب. واعتبارًا من عام 2019 أصبحت أستاذة علم الأعصاب بجامعة جونز هوبكنز.

### البحث
بحثت سمنر في أمراض الأعصاب الحركية والأعصاب الطرفية المتوارثة. كما تدرس التسبب الجزيئي لضمور العضلات الشوكي وتطوير علاجات للاضطرابات ذات الصلة. وقد بحثت في فعالية مثبطات هيستون ديسيتيلاز.